# Norges damlandslag i innebandy
Norges damlandslag i innebandy representerar Norge i innebandy på damsidan. Norges innebandydamer har som bäst vid damernas VM i innebandy tagit brons, vilket skedde 1997 på den till Finland hörande ön Åland i Östersjön och 2001  i Lettland.
Laget spelade sin första landskamp den 21 november 1992 i Asker, och slog då ett åländskt lag med 3-2.
Norge medverkade i världens första officiella damlandskamp i innebandy, som spelades den 8 maj 1993, där man förlorade med 0-6 mot Sverige i Örebro .